# Переможное (Токмакский район)
Переможное (укр. Переможне) — село,
Таврийский сельский совет,
Токмакский район,
Запорожская область,
Украина.
Код КОАТУУ — 2325284405. Население по переписи 2001 года составляло 228 человек.

## Географическое положение
Село Переможное находится на расстоянии в 2-х км от сёл Коханое и Вишнёвое, в 2,5 км от сёл Таврия и Зелёный Гай.

## История
- 1850 год — дата основания как село Ней-Мунталь.
- В 1945 году переименовано в село Переможное[3].